# Apartment 29
Apartment 29 è un film muto del 1917 diretto da Paul Scardon.

## Trama
Il critico teatrale Stanley Ormsby stronca An Arabian Night, una commedia il cui intreccio lui giudica assai poco plausibile, rifiutando la richiesta del suo autore, Bobby Davis, di ritornare sul suo giudizio. Il giorno seguente, Ormsby si reca in un palazzo dove ha un appuntamento per un'intervista con una cantante lirica. Davanti all'appartamento 29, trova riversa a terra una donna apparentemente morta mentre all'interno giace il cadavere del marito. La polizia, arrivata in quel momento, accusa Ormsby dei delitti; lui, allora, scappa, trovando riparo presso Davis, inquilino del palazzo, che lo nasconde nel baule di una ragazza che dice essere la moglie di un amico. La ragazza, però, gli confessa che non è moglie di nessuno ma che è, invece, un'assassina. I due, che fuggono insieme, prima vengono assaliti da una gang, infine catturati dalla polizia. Davis allora ammette che ha progettato il piano per incastrare Ormsby e dimostrargli che una trama come quella del suo lavoro teatrale è credibile e realistica. Il critico si rimangia la stroncatura, riscrive il pezzo e sposa la ragazza.

## Produzione
Il film fu prodotto dalla Vitagraph Company of America.

## Distribuzione
Distribuito dalla Greater Vitagraph (V-L-S-E), il film uscì nelle sale cinematografiche statunitensi il 9 aprile 1917. In Finlandia, fu distribuito il 25 ottobre 1920.